# Велетень

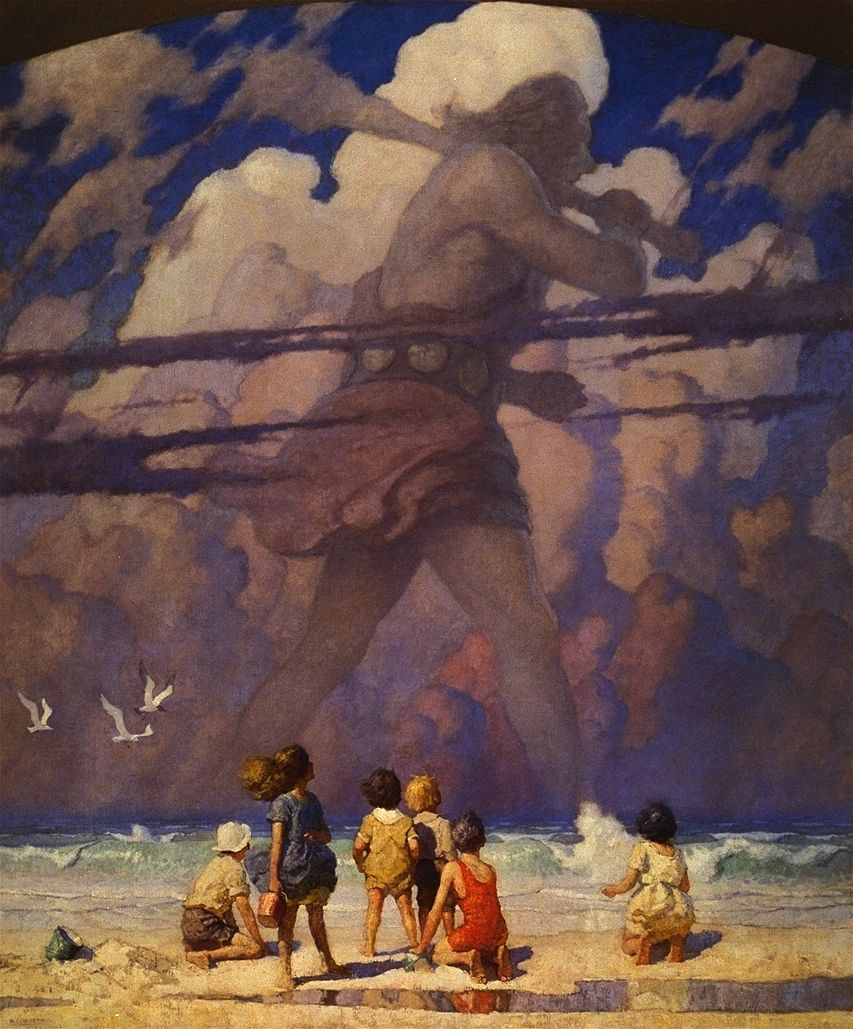
«Велетень», картина Ньюелла Конверса Ваєта, 1923 р.

Ве́летень, також відомий як ве́лет, великолюд, великань, жінка — ве́летка — міфічна та фольклорна істота, людина надзвичайно великого зросту й сили. В переносному значенні велетень — людина, що вирізняється зростом або досягненнями, видатними якостями; предмет чи істота, що своїми розмірами значно переважає інші подібні предмети, істоти.

## Велетні в міфології та фольклорі

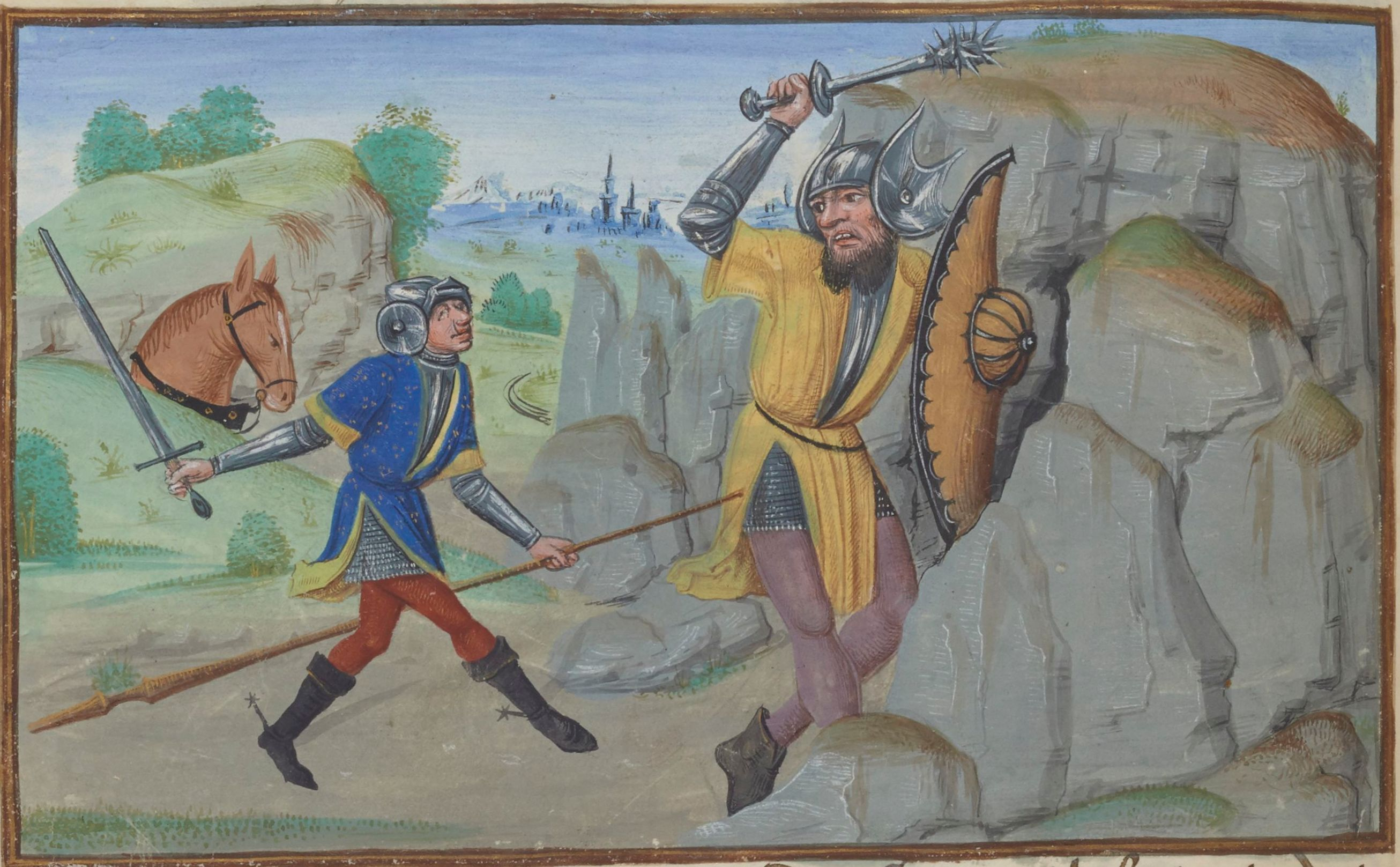
Битва з велетнем на мініатюрі XV ст.

У багатьох міфологіях велетні постають стародавніми істотами, що населяли світ до людей. Міфологи та фольклористи припускають, що архетип велетня уособлює руйнівні сили Матері-Землі. Велетні володають грубою силою, тому герої традиційно перемагають велетнів, протиставляючи силі розум.
Велетні широко відомі в грецькій мітології як істоти-шкідники, з якими боролися герої. Часто самі герої, гіганти та боги уявлялися як надзвичайно великі люди. В германо-скандинавській міфології велетні поставали як представники згубних сил природи — моря, льоду, морозу, вогню.
У біблійній традиції велетні описуються як Адамове потомство, що жило беззаконно і вигинуло в потопі.
У слов'янських переказах велетні ототожнюються з язичниками чи войовничими іноземцями — гуннами, татарами, шведами, турками. Вони руйнують житла, мости, поїдають людей. Іноді мають риси чудовиськ, такі як псині голови. Також уявлялися як допотопні люди, котрих Бог винищив за їх гординю і руйнівну силу. Велетням приписувалося створення курганів, кістки доісторичних тварин вважалися останками велетнів. Як і богатирі, велетні в легендах могли перетворюватись після смерті на скелі, іноді на ріки й озера.
В українських народних віруваннях існує ідея виродження, що його ніби зазнав людський рід — початково люди були велетнями, але з часом ставали все меншими за силою і зростом. Так, на східньому Поділлі переказували, що колись велетні ходили по лісі, як по траві, а люди проти них були, як миша проти сучасних людей. На Гуцульському Підгір'ї оповідали про велетнів, що підпирали головами хмари і переступали гори й долини. Вони були настільки великі, що могли з руки в руку через Дністер і Дунай передавати сокиру. Велетнями уявлялися так звані старші богатирі — Святогор, Самсон, Коливан. Микола Костомаров ототожнював велетнів з обрами, хоча в історії це ім'я прикладається до народу аварів.

## Можливість існування велетнів

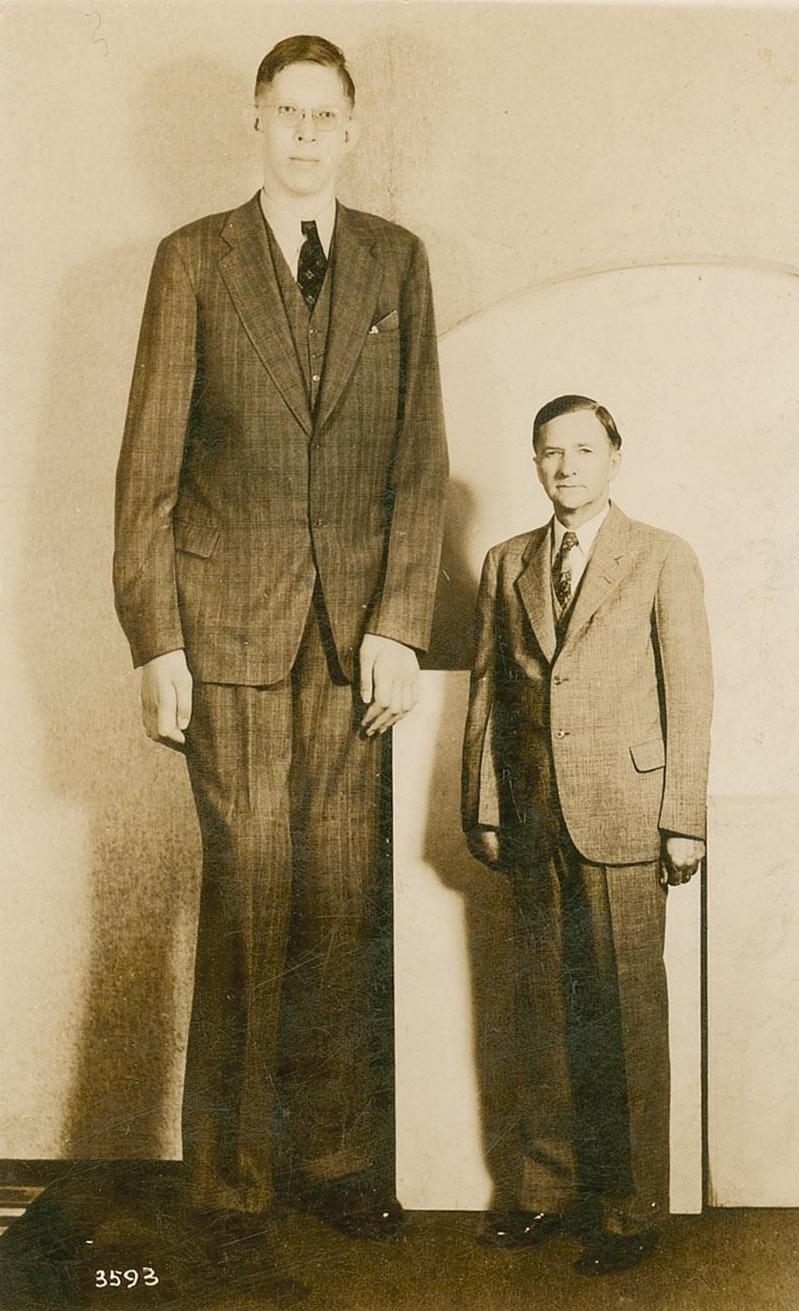
Роберт Першинг Водлоу, найвища людина в історії, порівняно з його батьком звичайного зросту. Фото близько 1937 р.

Найвищий підтверджений зріст людини складає 2,72 м. Він зафіксований у Роберта Першинга Водлоу (1918—1940). Аномально високий зріст є ознакою захворювання гігантизму, супроводжується численними ускладненнями життєдіяльності.
Існують біологічні та фізичні межі, що роблять неможливим досягненням людиною зросту велетнів, описаних у міфах, фольклорі та мистецтві. Закон квадрата-куба полягає в тому, що коли площа тіла збільшується на квадратний коефіцієнт, то об'єм збільшується на кубічний. Отже, гіпотетичний велетень зростом 18 м (удесятеро вищий за звичайну людину зростом 1,8 м) матиме об'єм більший не у 10, а у 100 разів. Скелет такого велетня не витримав би маси тіла та розвалився б. А збільшення об'єму при збереженні маси призведе до зменшення густини тіла, що зробить його нестійким. Інша перешкода полягає в інерції тіла з великою масою, що обмежить рухливість велетня. Крім того, велике тіло потребує більшого часу на доставку сигналів по нервах. З цієї причини велетень діяв би повільніше за звичайну людину. Великий зріст не дасть істоті міфічної надзвичайної сили, бо тілу велетня доведеться підтримувати ще й власну масу, лишаючи менше можливостей на піднімання вантажів. Додаткова проблема полягає в необхідності швидкого метаболізму велетня; йому довелося б харчуватися значно більше, ніж звичайній людині, щоб не померти від нестачі поживних речовин.

## У сучасній культурі
У 2002 році відбувся конкурс фотомонтажу в програмі Photoshop на тему «Археологічні аномалії 2». Метою було створити переконливі зображення неіснуючих археологічних розкопок. На конкурс було подано фото величезних скелетів, нібито викопаних із землі. Автором одного з відомих зображень був ілюстратор із Канади під псевдонімом IronKite. Фальшиві зображення з конкурсу поширилося інтернетом і багато людей сприйняли їх за докази існування велетнів. Часто їх помилково вважають знімками з Національного географічного товариства однак, товариство заперечило ці твердження. Інші подібні зображення створювали користувачі сайтів Worth1000.com, а потім DesignCrowd і BrandCrowd.

## Галерея

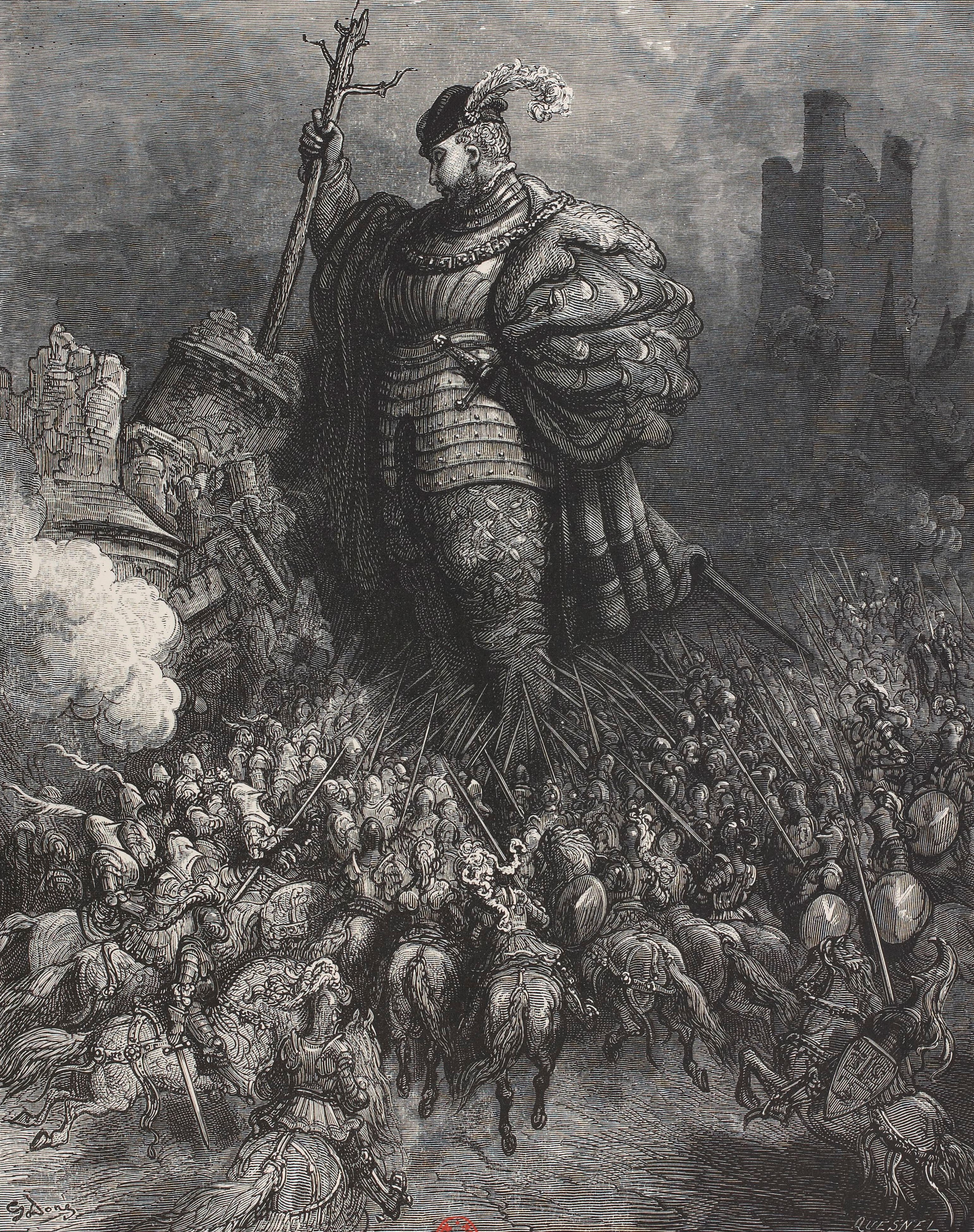
Гравюра Гюстава Доре з першого тому видання творів Франсуа Рабле 1873 року
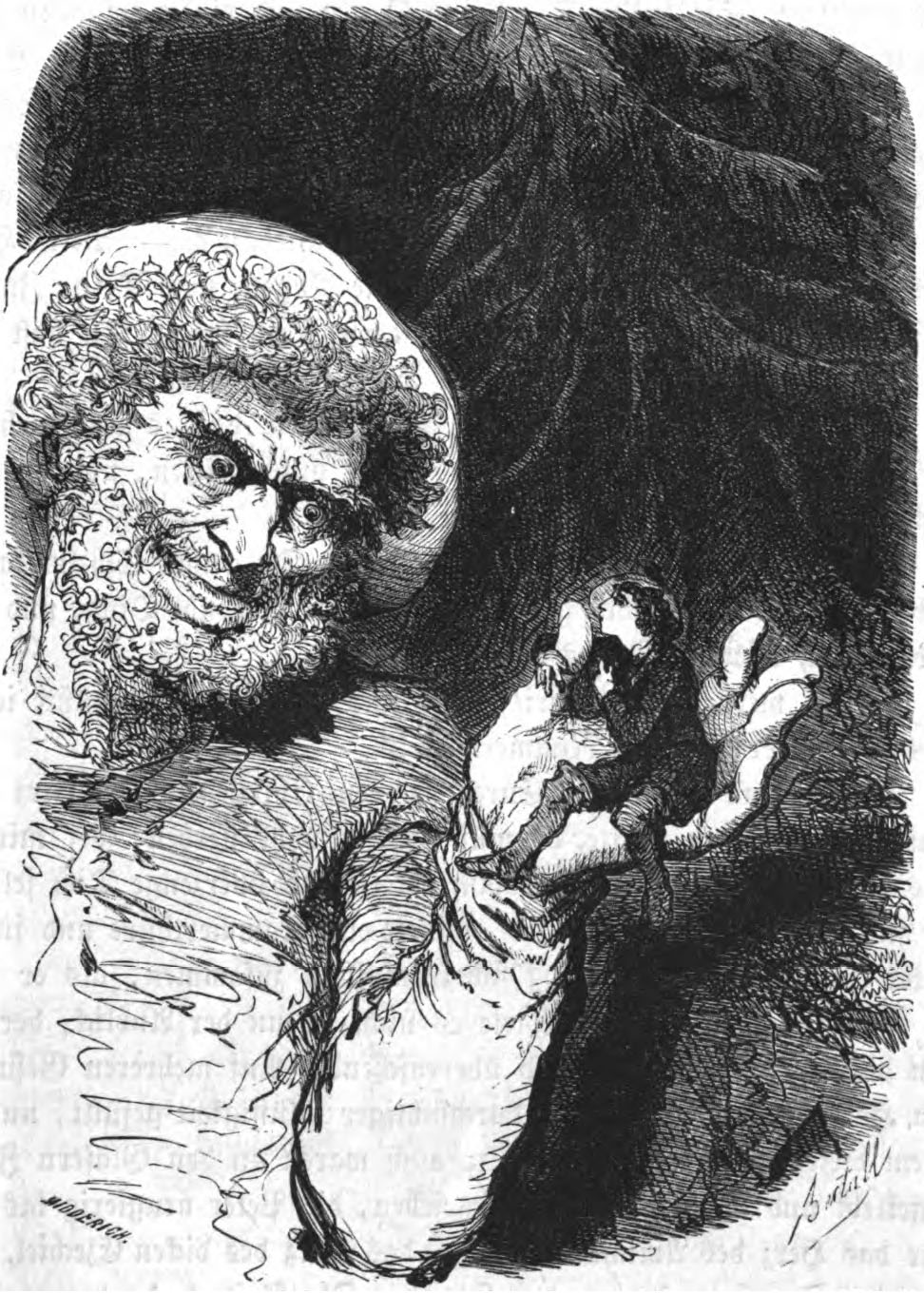
Сцена з казки Вільгельма Гауфа «Холодне серце»
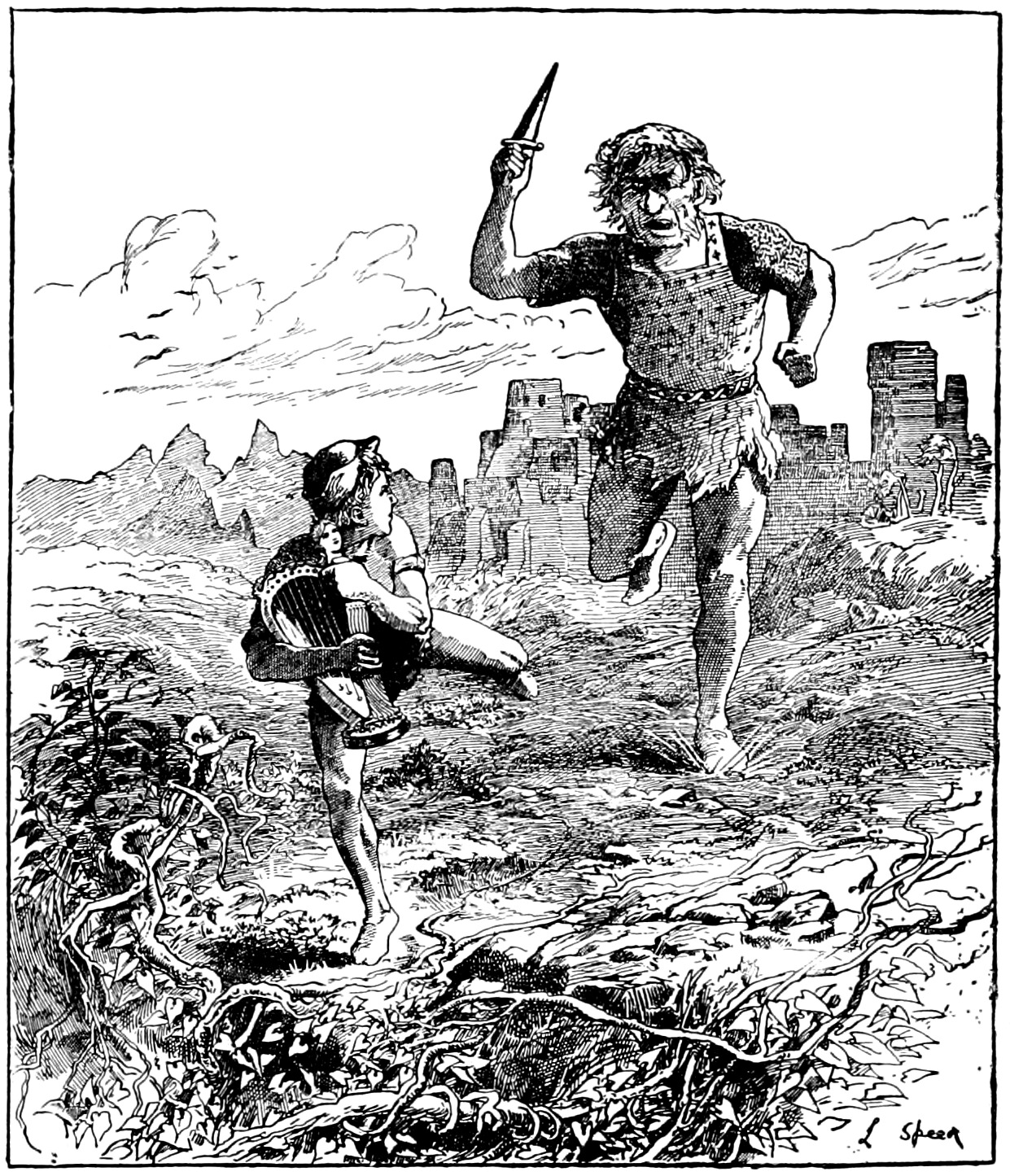
Ілюстрація Генрі Джастіса Форда до казки «Джек і бобове стебло», 1890 рік
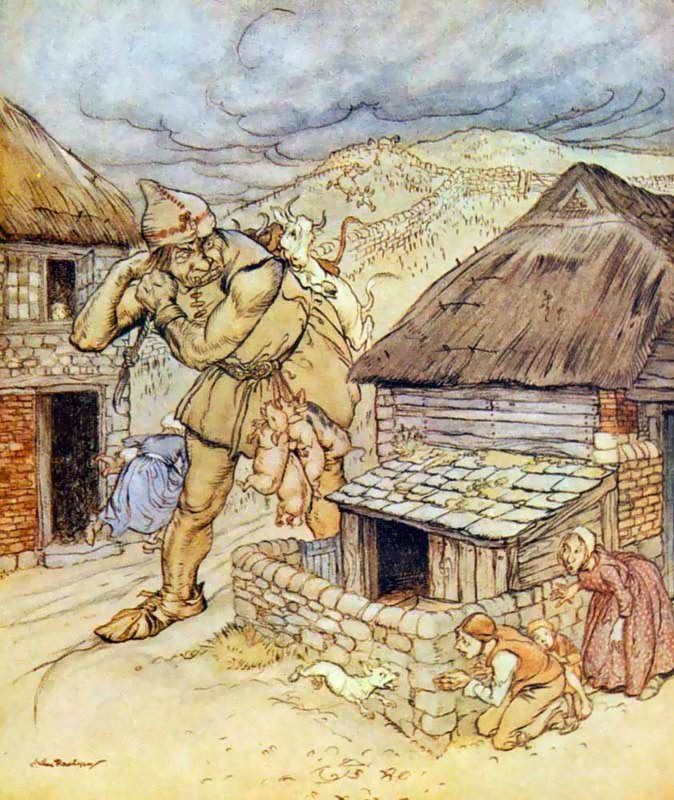
Ілюстрація Артура Рекхема до збірника англійських казок, 1918 рік
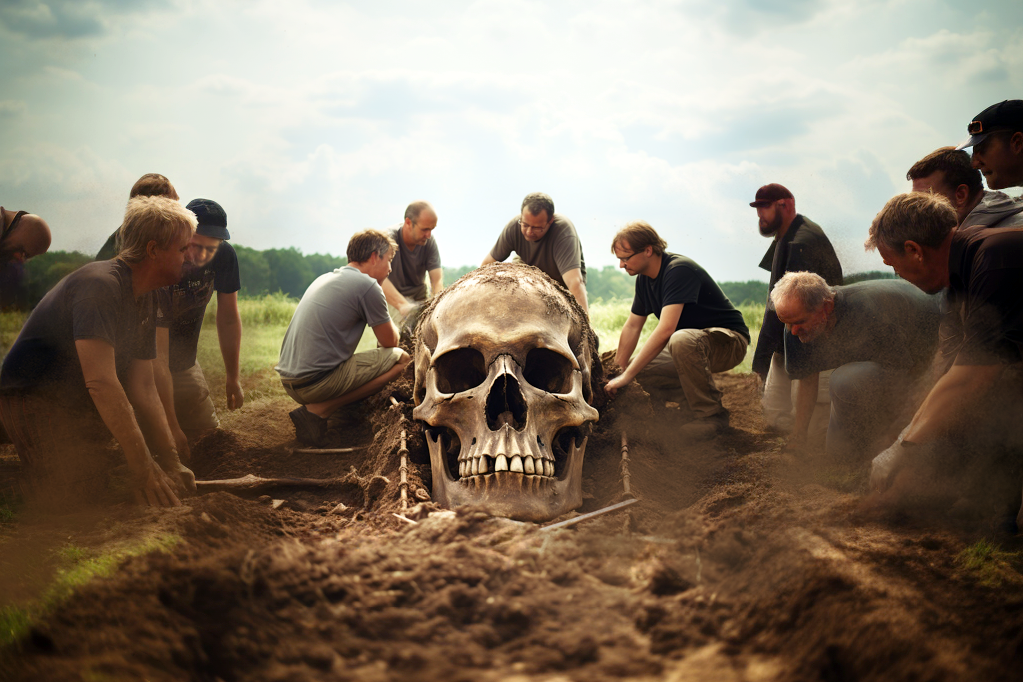
Фальшиве фото розкопок останків велетня, згенероване ШІ